# GJ 1132
GJ 1132 är en ensam stjärna i den mellersta delen av stjärnbilden Seglet. Den har en skenbar magnitud av ca 13,46 och kräver ett kraftfullt teleskop för att kunna observeras. Baserat på parallax enligt Gaia Data Release 3 på ca 79,3 mas, beräknas den befinna sig på ett avstånd på ca 41,1 ljusår (12,6 parsek) från solen. Den rör sig bort från solen med en heliocentrisk radialhastighet på ca 35 km/s.

## Egenskaper
GJ 1132 är en röd dvärgstjärna i huvudserien av spektralklass M4 D. Den har en massa som är ca 0,19 solmassa, en radie på ca 0,22 solradie och utsänder från dess fotosfär energi motsvarande ca 0,0044 gånger solen vid en effektiv temperatur av ca 3 200 K.

## Planetsystem
År 2015 meddelades det att en het stenplanet i storleken jorden upptäckts i omlopp kring GJ 1132 med en omloppsperiod av 1,6 dygn. Under 2018 avslöjades en andra exoplanet och en potentiell tredje.

### GJ 1132 b
GJ 1132 b är den innersta planeten i GJ 1132-systemet, såväl som den minsta. Den är mycket lik jorden i storlek och massa, med en radie på 1,13 jordradie och en massa på 1,66 jordmassa. Den är något tätare än jorden med 30 procent mer tyngdkraft på ytan, vilket betyder att den är en stenplanet. Trots dess fysiska likheter med jorden anses den vara för varm för att vara beboelig och får 19 gånger mer solljus på grund av dess korta 1,6 dygns omloppsperiod. År 2022 var det fortfarande oklart om planeten har en atmosfär, men vissa studier hittade bevis för en tänkbar atmosfär, medan andra fann ett platt, särdragslöst spektrum som gör närvaron eller frånvaron av en atmosfär osäker.

### GJ 1132 c
GJ 1132 c upptäcktes i juni 2018 av Bonfils et al. med hjälp av HARPS-spektrografen på ESO 3,6 m-teleskopet vid La Silla-observatoriet i Chile. Inga passager av planeten hittades, men den har en minimimassa på cirka 2,6 jordmassor och får 1,9 gånger mängden solljus som jorden med en jämviktstemperatur på 300 K (27 °C). Den kretsar utanför den inre gränsen för GJ 1132:s beboeliga zon (som slutar med 1,6 gånger jordens stjärnflöde), men eftersom de exakta egenskaperna hos planetens atmosfär är okända har det nämnts att den ändå kan vara potentiellt beboelig. Men med brist på passager kommer det att vara extremt svårt att fastställa dess atmosfäriska egenskaper.

### GJ 1132 (d)
En obekräftad tänkbar kall superjord upptäcktes också, med en minimimassa på cirka 8,4 jordmassor och en låg jämviktstemperatur på 111 K (−162 °C). Den har betecknats GJ 1132 (d) med parentes eftersom den inte anses vara en bekräftad planet. Trots att signalen har en sannolikhet för falsklarm på mindre än 0,01 procent, jämförbar med GJ 1132 b och c, är den nära perioden för stjärnans magnetiska cykel.
| Planet         | Massa           | Halv storaxel (AE) | Siderisk omloppstid (d) | Excentricitet | Inklination   | Radie           |
| -------------- | --------------- | ------------------ | ----------------------- | ------------- | ------------- | --------------- |
| b              | 1,66 ± 0,023 M🜨 | 0,0153 ± 0,0005    | 1,62893                 | <0,22         | 86,58 ± 0,63° | 1,13 ± 0,056 R🜨 |
| c              | >2,64 ± 0,44 M🜨 | 0,0476 ± 0,0017    | 8,929 ± 0,010           | <0,27         | -             | -               |
| d (obekräftad) | >8,4± 0,49 M🜨   | 0,35 ± 0,01        | 176,9 ± 5,1             | <0,53         | -             | -               |